# Calamaria pfefferi
Espèce
Statut de conservation UICN

 EN  : En danger
Calamaria pfefferi  est une espèce de serpents de la famille des Colubridae.

## Répartition
Cette espèce est endémique de l'archipel Nansei au Japon.

## Étymologie
Cette espèce est nommée en l'honneur de Georg Johann Pfeffer.

## Publication originale
- Stejneger, 1901 : Diagnoses of Eight New Batrachians and Reptiles from the Riu Kiu Archipelago, Japan. Proceedings of the Biological Society of Washington, vol. 14, p. 189-191 (texte intégral).